# هنري لارد
هنري لارد (بالإنجليزية: Henry Lardy)‏ ‏(1917-2010) هو عالم كيمياء حيوية وبروفيسور فخري في قسم الكيمياء الحيوية في جامعة ويسكونسن-ماديسون. في عام 1958 انتخبَ في الأكاديمية الوطنية للعلوم. تركزت أبحاث مختبر لارد على توضيح الآليات الكامنة حول عملية التمثيل الغذائي.
وُلدَ هنري في 19 أغسطس 1917، وتوفيَ في 4 أغسطس 2010.